# 舒汀
舒汀（1498年—1545年），字紹安，號雲川，福建福州府侯官縣人，民籍，明朝政治人物。

## 生平
嘉靖十三年（1534年）甲午科福建鄉試第八十九名舉人。嘉靖十四年（1535年）中式乙未科會試第二百四十八名，登第三甲第十三名進士。授官行人司行人。十六年選授山西道監察御史，清理长芦盐课，出按直隸、浙江，二十二年监癸卯科浙江乡试，政績卓著。返京，彈劾兵部尚書毛伯溫置酒會客，不憂邊事，世宗怒罷伯溫官職。嚴嵩忌之，二十三年十一月出为雲南按察司副使，又以考察謫為判官，歸乡三月而卒，年四十八。

## 家族
曾祖舒德懋；祖父舒坦；父舒欽，贈文林郎山西道监察御史；母趙氏。永感下。兄淮、江、弟阳和。叔父舒釗，以易经弘治甲子魁乡榜，为处州龙泉知县。